# Dinera crassipalpis
Dinera crassipalpis är en tvåvingeart som först beskrevs av Louis-Paul Mesnil 1950.  Dinera crassipalpis ingår i släktet Dinera och familjen parasitflugor.
Artens utbredningsområde är Zimbabwe. Inga underarter finns listade i Catalogue of Life.